# Copa Nicasio Vila

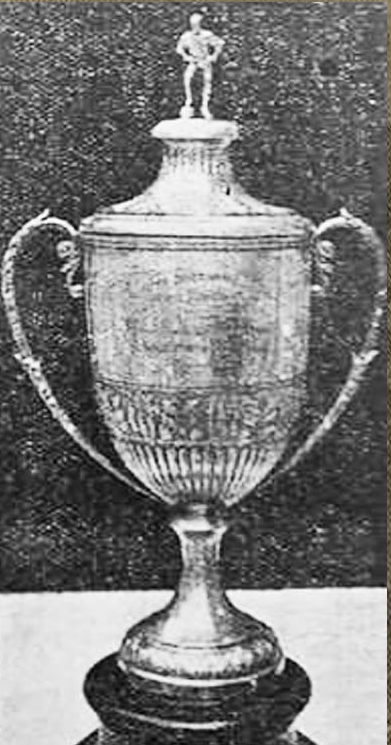
Imagen del trofeo que se le entregaban a los campeones.

La Copa Nicasio Vila, también conocida como Copa Vila, fue un torneo organizado por la Liga Rosarina de Fútbol, entre los años 1907 y 1930. En dicho período, fue el concurso de la primera división rosarina.
A partir de 1913, el ganador de este certamen obtenía el derecho a disputar la Copa Dr. Carlos Ibarguren para definir al "Campeón Argentino" de la temporada, ante el campeón de la Primera División de Argentina.

## Historia
Fue instituida en honor al por entonces intendente de la ciudad, Nicasio Vila.
El campeonato era disputado por los equipos de primera división de los clubes afiliados a la Liga Rosarina de Fútbol, entre ellos, Rosario Central, Newell's Old Boys, Tiro Federal, Central Córdoba, Atlético Argentino (hoy Gimnasia y Esgrima de Rosario), Nacional (hoy Argentino de Rosario), Provincial, Belgrano, Sparta, Calzada, Estudiantes, Atlantic Sportsmen, Riberas del Paraná, y Washington, entre otros.
El equipo que más veces la ganó fue Rosario Central, con 10 obtenciones.

### La crisis de 1912
El año 1912 fue tremendamente desafortunado para el fútbol rosarino. No había prácticamente un partido que terminara normalmente: las agresiones hacia los árbitros, equipos que se iban de la cancha, y resoluciones de dudosa parcialidad emitidas por la Liga Rosarina de Fútbol provocaron un ambiente de caos que determinó la suspensión de los campeonatos.
El primer club que se desvinculó fue Sparta, luego le siguió Tiro Federal, cuyos dirigentes mandaron una carta a la Liga, notificándole su desafiliación. La respuesta fue la expulsión del club tirolense.
Posteriormente, cuatro jugadores de Rosario Central fueron designados para jugar contra la Selección uruguaya por la Copa Mariano Reyna: Serapio Acosta, Ignacio Rota, Harry Hayes y Pablo Molina, pero el día del partido no aparecieron. Se negaron a jugar debido a que la Liga no convocó para el combinado rosarino a su compañero Zenón Díaz, defensor central usual y titular en el combinado de la ciudad. Mandaron después una nota a la Liga diciendo lo siguiente: "Ha sido excluido del equipo el señor Zenón Díaz por causas que no comprendemos, siendo, como ha sido siempre, uno de los mejores defensores del equipo y en más de una ocasión su principal apoyo". A su vez, la Liga suspendió a los jugadores por "rebeldes". Este hecho, desencadenó en una bifurcación en el camino que hasta aquí venía recorriendo el fútbol rosarino, y al igual que Sparta y Tiro Federal, Rosario Central se desafilió de la Liga. Así, los tres clubes decidieron romper definitivamente con la esta institución, quedando desafíliados de la misma. Por ende, el campeonato de Liga de 1912 se suspendió y no hubo un campeón delcarado.
Así, en 1913 se creó la nueva entidad: la Federación Rosarina de Football, que  instaló su sede en la calle San Lorenzo 1220. A estos tres clubes se unieron Embarcaderos Córdoba y Rosario (que más tarde daría origen a Argentino de Rosario) y Brown de Santa Fe. Asimismo, la Federación rosarina se afilió a la Federación Argentina de Football.
En 1914, se resolvieron los conflictos y ambas competiciones (Liga y Federación) se fusionaron. Así, los clubes que habían sido excluidos de la Liga Rosarina volvieron a competir en la Copa Nicasio Vila de aquel año.

### Una nueva crisis en 1920
Los problemas con la directiva de la Liga Rosarina de Fútbol volvieron a suceder a mediados de 1920. Volvió a fisurarse la armonía, y el 1 de julio se desafilió Rosario Central, ya con el campeonato de Liga empezado con 8 fechas disputadas. El club decano se alejaba tal como lo había hecho en 1912 para (en aquella oportunidad) fundar la Federación Rosarina de Football. Los auriazules se retiraron siguiendo los pasos de Gimnasia y Esgrima, que poco antes había renunciado a la Liga. Ese año también renunciaría a la L.R.F. el Club Nacional, quien la dejó el 20 de septiembre. Así, en octubre de 1920 se fundaría la Asociación Amateurs Rosarina de Football.
Para 1922 la Liga Rosarina renovó autoridades y nombró presidente a Alejandro Berrutti. El dirigente asumió por dos años y ni bien tomó el cargo intentó unificar al fútbol de la ciudad. Su gestión dio resultado, y finalmente se llegó a un acuerdo con los clubes disidentes. Así, Rosario Central, Gimnasia y Esgrima de Rosario, Sparta, y Ferrocarril Santa Fe volvieron a reinscribirse en la Liga, por lo que disolvió la Asociación Amateurs.

### Fin del amateurismo
En el año 1930 finalizó la era amateur del fútbol argentino, y comenzó la era profesional. La Liga Rosarina de Fútbol dejó su lugar, y la nueva institución rectora del fútbol rosarino fue la Asociación Rosarina de Fútbol.
El campeonato rosarino de primera división recibió el nombre de Torneo Gobernador Luciano Molinas, en honor al por entonces gobernador de la provincia de Santa Fe, Luciano Molinas, y reemplazó a la Copa Nicasio Vila. Simultáneamente, la Copa Santiago Pinasco continuó siendo el campeonato de segunda división.

## Campeones
A contiuación, se listan todos los campeones de la Copa N. Vila:

### Copa Nicasio Vila
| Temporada | Torneo           | N.º de equipos | Campeón                  | Subcampeón              | Tercero                 |
| --------- | ---------------- | -------------- | ------------------------ | ----------------------- | ----------------------- |
| 1907      | Primera División | 6              | Newell's Old Boys (18)   | Rosario Central (15)    | Rosario Athletic (XX)   |
| 1908      | Primera División | 6              | Rosario Central (20)     | Newell's Old Boys (14)  | Rosario Athletic (10)   |
| 1909      | Primera División | 6              | Newell's Old Boys        | Rosario Central         | -                       |
| 1910      | Primera División | 5              | Newell's Old Boys (19)   | Rosario Central (14)    | Tiro Federal (11)       |
| 1911      | Primera División | 7              | Newell's Old Boys (20)   | Rosario Central (18)    | Tiro Federal (XX)       |
| 1912      | Primera División | 8              | No terminó de disputarse |                         |                         |
| 1913      | Primera División | 7              | Newell's Old Boys (21)   | Rosario Athletic (20)   | Argentino (16)          |
| 1914      | Primera División | 11             | Rosario Central (39)     | Newell's Old Boys (34)  | Tiro Federal (29)       |
| 1915      | Primera División | 11             | Rosario Central (38)     | Gimnasia y Esgrima (28) | Belgrano (26)           |
| 1916      | Primera División | 10             | Rosario Central (35)     | Tiro Federal (30)       | Belgrano (29)           |
| 1917      | Primera División | 10             | Rosario Central (34)     | Tiro Federal (30)       | Central Córdoba (25)    |
| 1918      | Primera División | 10             | Newell's Old Boys (29)   | Rosario Central (27)    | Tiro Federal (25)       |
| 1919      | Primera División | 10             | Rosario Central          | Newell's Old Boys       | Gimnasia y Esgrima (24) |
| 1920      | Primera División | 10             | Tiro Federal (31)        | Newell's Old Boys (30)  | Belgrano (27)           |
| 1921      | Primera División | 13             | Newell's Old Boys (42)   | Tiro Federal (37)       | Central Córdoba (33)    |
| 1922      | Primera División | 16             | Newell's Old Boys (29)   | Nacional (25)           | Belgrano (25)           |
| 1923      | Primera División | 15             | Rosario Central (55)     | Newell's Old Boys (42)  | Nacional (37)           |
| 1924      | Primera División | 15             | Belgrano                 | Tiro Federal            | Rosario Central         |
| 1925      | Primera División | 15             | Tiro Federal (50)        | Newell's Old Boys (48)  | Belgrano (42)           |
| 1926      | Primera División | 15             | Tiro Federal (48)        | Newell's Old Boys (46)  | Belgrano (42)           |
| 1927      | Primera División | 11             | Rosario Central (28)     | Tiro Federal (28)       | Newell's Old Boys (21)  |
| 1928      | Primera División | 11             | Rosario Central          | Newell's Old Boys       | Nacional (28)           |
| 1929      | Primera División | 11             | Newell's Old Boys        | Central Córdoba         | Tiro Federal (28)       |
| 1930      | Primera División | 12             | Rosario Central (38)     | Central Córdoba (36)    | Newell's Old Boys (30)  |